# Cupaniopsis
Cupaniopsis — род деревьев и кустарников из семейства Сапиндовые.
В природе они растут в Новой Гвинее, Новой Каледонии, Австралии, на островах Торресова пролива, Фиджи, Самоа, Сулавеси, Микронезии.
Многим видам угрожает исчезновение во всем мире или на национальном уровне, что официально признано Международным союзом охраны природы (МСОП) и правительствами нескольких стран и штатов.
Cupaniopsis anacardioides является инвазивным видом в некоторых частях США, прежде всего во Флориде и на Гавайях

## Виды
Род содержит около 67 видов.
Список получен из Австралийского указателя названий растений и Australian Plant Census, Австралийской информационной системы тропических лесов, Переписи сосудистых растений Папуа-Новой Гвинеи, Контрольного списка сосудистой местной флоры Новая Каледония, Flora Malesiana, Плоды тропических лесов Австралии, «Эндемичные растения Микронезии», Растения самоанской культуры, Flora Vitiensis (Фиджи), переписи 2013 года флоры Квинсленда, флоры Нового Южного Уэльса и флоры Австралии
- Cupaniopsis acuticarpa Adema — Новая Гвинея[3][15] —  Уязвимый[16]
- Cupaniopsis amoena A.C.Sm. — эндемик Фиджи[11]
- Cupaniopsis anacardioides (A.Rich.) Radlk., Tuckeroo — Новый Южный Уэльс[17] Квинсленд[8][18] Северная территория, WA, Австралия[19] Новая Гвинея[3][20]
- Cupaniopsis apiocarpa Radlk. — эндемик Новой Каледонии [4]
- Cupaniopsis azantha Radlk. — эндемик Новой Каледонии [4]
- Cupaniopsis baileyana Radlk. — северо-восток Нового Южного Уэльса[21] юго-восток  Квинсленда, эндемик Австралии[22]
- Cupaniopsis bilocularis Adema — Новая Гвинея[3][23]
- Cupaniopsis bullata Adema — Новая Гвинея[3][24] —  Уязвимый[25]
- Cupaniopsis celebica Adema — Сулавеси[26]
- Cupaniopsis chytradenia Radlk. — эндемик Новой Каледонии [4]
- Cupaniopsis concolor (Gillespie) R.W.Ham — эндемик Фиджи[11]
- Cupaniopsis cooperorum P.I.Forst.[27] — северо-восток Квинсленда , эндемик,[8][28] Австралия[29]
- Cupaniopsis crassivalvis Radlk. — эндемик Новой Каледонии [4] —  Extinct[30]
- Cupaniopsis curvidens Radlk. — Новая Гвинея[3][31]
- Cupaniopsis dallachyi S.T.Reynolds — северо-восток Квинсленда , эндемик,[8][32] Австралия[33]
- Cupaniopsis diploglottoides Adema — северо-восток Квинсленда , эндемик,[8][34] Австралия[35]
- Cupaniopsis euneura Adema — Новая Гвинея[3][36] —  Уязвимый[37]
- Cupaniopsis flagelliformis (F.M.Bailey) Radlk. — Новый Южный Уэльс[38] Квинсленд[39] Австралия[40]
  - var. australis S.T.Reynolds — северо-восток Нового Южного Уэльса[41] юго-восток  Квинсленда, эндемик Австралии[42]
  - var. flagelliformis — Cape York to северо-восток Квинсленда , эндемик,[8] Австралия[43]
- Cupaniopsis fleckeri S.T.Reynolds — Torres Strait Is., Cape York Peninsula, Qld, эндемик,[8][44] Австралия[45]
- Cupaniopsis foveolata (F.Muell.) Radlk. — Полуостров Кейп-Йорк, эндемик Квинсленда[8][46], Австралия[47]
- Cupaniopsis fruticosa Radlk. — эндемик Новой Каледонии [4]
- Cupaniopsis glabra Adema — эндемик Новой Каледонии [4] —  Находится под угрозой исчезновения[48]
- Cupaniopsis globosa Adema — эндемик Новой Каледонии [4] —  Уязвимый[49]
- Cupaniopsis glomeriflora Radlk. — эндемик Новой Каледонии [4]
- Cupaniopsis grandiflora Adema — эндемик Новой Каледонии [4]
- Cupaniopsis grisea Adema — эндемик Новой Каледонии  [50][51]
- Cupaniopsis guillauminii (Kaneh.) Adema — эндемик островов Чуук (Микронезия) [9]
- Cupaniopsis hypodermatica Radlk. — эндемик Новой Каледонии [4]
- Cupaniopsis inoplea Radlk. — эндемик Новой Каледонии [4]
- Cupaniopsis kajewskii Merr. & L.M.Perry — Новая Гвинея[3]
- Cupaniopsis leptobotrys (A.Gray) Radlk. — эндемик Фиджи[11]
- Cupaniopsis mackeeana Adema — эндемик Новой Каледонии [4]
- Cupaniopsis macrocarpa Radlk. — эндемик Новой Каледонии [4]
  - var. macrocarpa — эндемик Новой Каледонии [4]
  - var. polyphylla — эндемик Новой Каледонии [4]
- Cupaniopsis macropetala Radlk. — Новая Гвинея[3][52]
- Cupaniopsis megalocarpa Adema — эндемик Новой Каледонии [4]
- Cupaniopsis mouana Guillaumin — эндемик Новой Каледонии [4] —  Находится под угрозой исчезновения[53]
- Cupaniopsis myrmoctona Radlk. — эндемик Новой Каледонии [4]
- Cupaniopsis napaensis Adema — Новая Гвинея[54] —  Уязвимый[55]
- Cupaniopsis newmanii S.T.Reynolds — северо-восток Нового Южного Уэльса[56], юго-восток  Квинсленда, эндемик Австралии[57]
- Cupaniopsis oedipoda Radlk. — эндемик Новой Каледонии [4]
- Cupaniopsis papillosa P.I.Forst.,[58] синоним: C. sp. (Tully Falls) — северо-восток Квинсленда , эндемик,[8][59] Австралия
- Cupaniopsis parvifolia (F.M.Bailey) L.A.S.Johnson — северо-восток Нового Южного Уэльса[60] E. Квинсленд[8] endemic, Австралия[61]
- Cupaniopsis pennelii Guillaumin — эндемик Новой Каледонии [4]
- Cupaniopsis petiolulata Radlk. — эндемик Новой Каледонии [4]
- Cupaniopsis phalacrocarpa Adema — эндемик Новой Каледонии [4]
- Cupaniopsis phanerophlebia Merr. & L.M.Perry — Новая Гвинея[3][62] —  Уязвимый[63]
- Cupaniopsis platycarpa Radlk. — Новая Гвинея[3][64]
- Cupaniopsis rhytidocarpa Adema — Новая Гвинея[3][65]
- Cupaniopsis rosea Adema — эндемик Новой Каледонии [4] —  Находится под угрозой исчезновения[66]
- Cupaniopsis rotundifolia Adema — эндемик Новой Каледонии [4] —  Находится под угрозой исчезновения[67]
- Cupaniopsis samoensis Christoph. — Samoa, эндемик[10]
- Cupaniopsis serrata (F.Muell.) Radlk. — северо-восток Нового Южного Уэльса[50][51], юго-восток  Квинсленда, эндемик Австралии[68]
- Cupaniopsis shirleyana (F.M.Bailey) Radlk. — юго-восток  Квинсленда, эндемик Австралии[69][70]
- Cupaniopsis simulata S.T.Reynolds — северо-востокto юго-восток . Квинсленд[8] endemic, Австралия[71]
- Cupaniopsis squamosa Adema — эндемик Новой Каледонии [4] —  Находится под угрозой исчезновения[72]
- Cupaniopsis stenopetala Radlk. — Новая Гвинея, Moluccas[3][73]
- Cupaniopsis strigosa Adema — Сулавеси[74] —  Уязвимый[75]
- Cupaniopsis subfalcata Adema — эндемик Новой Каледонии [4] —  Находится под угрозой исчезновения[76]
- Cupaniopsis sylvatica Guillaumin — эндемик Новой Каледонии [4]
- Cupaniopsis tomentella (F.Muell. ex Benth.) S.T.Reynolds — юго-восток  Квинсленда, эндемик Австралии[77][78]
- Cupaniopsis tontoutensis Guillaumin — эндемик Новой Каледонии [4] —  Находится под угрозой исчезновения[79]
- Cupaniopsis trigonocarpa Radlk. — эндемик Новой Каледонии [4]
- Cupaniopsis vitiensis Radlk. — эндемик Фиджи[11]
- Cupaniopsis wadsworthii (F.Muell.) Radlk. — северо-востокto E центральный Квинсленд[8] endemic, Австралия[80]

Виды, принятые официальной «Переписью флоры Квинсленда 2013», ожидающие официального наименования, описания и публикации.
- Cupaniopsis sp. (Biggenden J.Randall 600) — Biggenden и Childers, юго-восток  центрального Квинсленда
- Cupaniopsis sp. (Watalgan A.R.Bean 8611) — Gladstone region, центральный Квинсленд

### Цитированные работы
- Harden, Gwen J. Cupaniopsis – Новый Южный Уэльс Flora Online. PlantNET – The Plant Information Network System. Sydney, Австралия: The Royal Botanic Gardens and Domain Trust (июль 2001). Дата обращения: 16 декабря 2013.
- Bernard Hyland; R.A.Kerrigan; F.A.Zich; B.P.M.Hyland; T.Whiffen. Australian Tropical Rainforest Plants Home. Australian Tropical Rainforest Plants Edition 8 (RFK8). Centre for Australian National Biodiversity Research (CANBR), Правительство Австралии (2020). Дата обращения: 21 июня 2021.
- Reynolds, Sally T. Flora of Австралия: Volume 25—Melianthaceae to Simaroubaceae. — CSIRO Publishing / Australian Biological Resources Study, 1985. — P. 87–93. — ISBN 978-0-644-03724-2.
- Adema, Frits. Flora Malesiana. — Leiden, The Netherlands : Rijksherbarium / Hortus Botanicus, Leiden University, 1994. — Vol. 11 pt. 3: Sapindaceae. — P. 493–506. — ISBN 90-71236-21-8.